# Åke Falk
För regissören och TV-producenten, se Åke Falck.
Åke Falk, född den 6 september 1926 i Brunflo, död den 1 februari 2016 i Enhörna i Södertälje kommun, var en svensk konstnär.
Åke Falk växte upp i Karlstad, för att på 1940-talet flytta till Stockholm där han studerade konst och keramik på Konstfack med hovskulptör Axel Waleij som mentor. 1950 ingicks äktenskap med Ulla, född Andersson, född i Enhörna den 14 april 1925. 
I mitten av 50-talet köpte paret gården Petterslund i Enhörna, där en ateljé och utställningslokal inreddes i ett 1700-talstorp med tillhörande ladugård. Stället blev senare känt som Falkgården och kom att bli ett populärt utflyktsmål med fantasifylld trädgård. Även fasaner och duvor fanns på gården.
Falk arbetade i lergods och tillverkade bland annat figurer, fat, skålar och annan brukskeramik. Han målade även tavlor och arbetade som teckningslärare i grundskolan. På kvällarna anordnade han kroki- och keramikkurser. Nya material kom efterhand in i skapandet och krävde svets, skärbrännare, vinkelkap och smältdegel. 
Falk blev rikskänd genom naturprogrammet Radioholken. Programmet spelades till viss del in på Falkgården med Rolf Bergström som programledare. Även i TV kom Falks keramikugglor in som maskot i TV-holken med Torgny "Swiss" Östgren som programledare.
Åke Falk upphörde med sitt skapande vid mitten av 1990-talet. 
Sedan 16 oktober 2013 finns Åke Falks åtta meter höga skulptur Facklan installerad i Lill-Ahlskorset i Enhörna (korsningen mellan länsvägarna AB 522 och AB 523).